# Розтегаїха
Розтегаї́ха (рос. Растегаиха, марій. Растегаиха) — присілок у складі Юринського району Марій Ел, Росія. Входить до складу Васильєвського сільського поселення.

## Населення
Населення — 9 осіб (2010; 45 у 2002).
Національний склад (станом на 2002 рік):
- росіяни — 98 %